# 木浦海洋大学校
木浦海洋大学校（モクポかいようだいがっこう、朝鮮語: 목포해양대학교、英語: Mokpo National Maritime University）は、大韓民国の全羅南道木浦市に本部を置く国立大学。略称は木海大。

## 沿革
- 1950年4月 - 木浦水産商船学校開校。
- 1952年4月 - 木浦商船高等学校として正式認可。
- 1956年7月 - 木浦海洋高等学校に改称。
- 1964年12月 - 木浦海洋高等専門学校に改編。
- 1973年9月 - 木浦海洋専門学校に改編。
- 1979年3月 - 木浦海洋専門大学に改編。
- 1993年3月 - 4年制の木浦海洋大学に昇格。
- 1994年3月 - 木浦海洋大学校に改称。

## 学部

### 海事大学
- 航海学部
- 海上運送学部
- 航海情報システム学部
- 機関システム工学部
- 海洋警察学部
- 海洋メカトロニクス学部
- 海軍士官学部

### 海洋工科大学
- 造船海洋工学科
- 環境·生命工学科
- 海洋コンピュータ工学科
- 海洋建設工学科

## 大学院
- 一般大学院
- 特殊大学院
  - 海洋産業大学院